# Sungul Snejinsk
Maillots
Dernière mise à jour : 31 août 2024.
Le Soungoul Snejinsk est un club de handball situé dans la ville de Snejinsk, oblast de Tcheliabinsk, en Russie. Fondé en 1990, le club évolue en Championnat de Russie.
Parmi les joueurs du club, Dimitri Kovalev a remporté le Championnat d'Europe junior puis le Championnat du monde junior en 2001 et Egor Evdokimov est champion d'Europe junior la même année. Le gardien de but Pavel Soukossian, champion olympique, du monde et d'Europe, rejoint le club en 2009.

## Palmarès
- 3e du Championnat de Russie en 2012.

## Campagne européenne
Le club a entrepris de multiples campagnes européennes entre 2007 et 2012 :
| Saison    | Compétition           | Tour                               | Date aller        | Club              | Aller   | Total   | retour  | Club              | Date retour       |
| --------- | --------------------- | ---------------------------------- | ----------------- | ----------------- | ------- | ------- | ------- | ----------------- | ----------------- |
| 2007-2008 | Coupe des coupes (C2) | Deuxième tour                      | 29 septembre 2007 | Soungoul Snejinsk | 44 – 33 | 67 – 63 | 23 – 30 | Collège de Chypre | 6 octobre 2007    |
| 2007-2008 | Coupe des coupes (C2) | Troisième tour                     | 18 novembre 2007  | SC Magdebourg     | 41 – 27 | 77 – 67 | 36 – 40 | Soungoul Snejinsk | 25 novembre 2007  |
| 2008-2009 | Coupe Challenge (C4)  | Tournoi de qualification, groupe B | 10 octobre 2010   | Soungoul Snejinsk | 37 – 16 | 37 – 16 | 37 – 16 | Manchester HC     | -                 |
| 2008-2009 | Coupe Challenge (C4)  | Tournoi de qualification, groupe B | 11 octobre 2010   | Bursa Nilüfer BK  | 23 – 30 | 23 – 30 | 23 – 30 | Soungoul Snejinsk | -                 |
| 2008-2009 | Coupe Challenge (C4)  | Tournoi de qualification, groupe B | 12 octobre 2010   | HIT Innsbruck     | 29 – 25 | 29 – 25 | 29 – 25 | Soungoul Snejinsk | -                 |
| 2008-2009 | Coupe Challenge (C4)  | Seizième de finale                 | 15 novembre 2008  | PAOK Salonique    | 23 – 23 | 48 – 48 | 25 – 25 | Soungoul Snejinsk | 22 novembre 2008  |
| 2011-2012 | Coupe de l'EHF (C3)   | Troisième tour                     | 27 novembre 2011  | Nordsjælland      | 37 – 33 | 47 – 46 | 20 – 23 | Soungoul Snejinsk | 4 décembre 2011   |
| 2012-2013 | Coupe de l'EHF (C3)   | Deuxième tour                      | 13 octobre 2012   | RK Koumanovo      | 27 – 26 | 58 – 61 | 31 – 35 | Soungoul Snejinsk | 20 octobre 2012   |
| 2012-2013 | Coupe de l'EHF (C3)   | Troisième tour                     | 24 novembre 2012  | Wisła Płock       | 37 – 23 | 66 – 47 | 29 – 24 | Soungoul Snejinsk | 1er décembre 2012 |